# Guido Sereni
Guido Sereni (Suzzara, 31 agosto 1925 – Luzzara, 20 maggio 2010) è stato uno scrittore e poeta italiano.

## Biografia
Nato a Suzzara il 31 agosto 1925, a cinque anni si è trasferito con la famiglia a Luzzara, dove ha trascorso la sua intera esistenza di barbiere-poeta. Autodidatta, ha sempre coltivato ed esercitato la sua attitudine alla poesia, in lui connaturata ad una particolare attenzione alla cultura popolare della Bassa padana ed alle sue tradizioni.
Nel 1969 ha pubblicato il romanzo La via Alzaia presso l'Editore Bottazzi di Suzzara, con prefazione di Cesare Zavattini (medaglia d’oro al Concorso Nazionale Guglielmino Truzzoli di Verona nel 1971).. Successivamente ha scritto il romanzo “La Cavedagna”, con prefazione di Davide Lajolo,  pubblicato da Edizioni Luigi Pellegrini di Cosenza nel 1976.
Nel 1972 ha pubblicato, presso l'Editore Bottazzi la raccolta di versi Om ad Po, con prefazione di Cesare Zavattini, un'opera che gli fece vincere il "Premio del Presidente della giuria"  al Premio Viareggio di quello stesso anno.
Nel 1996 ha pubblicato un secondo volume di poesie dal titolo Cantico sul Po con una raccolta di settantatré composizioni dedicate al Po, al suo ambiente e alle sue genti, edito da Soc. Coop. Fera dal Palidan - Edizioni Grafiche Sarti, Fossoli di Carpi  con presentazione di Vittorio Montanari.
Muore a Luzzara il 20 maggio 2010. Le sue spoglie riposano al cimitero locale.

## Opere
- Guido Sereni, Om ad Po, Suzzara, Edizioni Bottazzi, 1969.
- Guido Sereni, La via Alzaia, Suzzara, Edizioni Bottazzi, 1972.
- Guido Sereni, La Cavedagna, Cosenza, Luigi Pellegrini, 1976.
- Guido Sereni, Cantico sul Po, Fossoli di Carpi, Soc. Coop. Fera dal Palidan, 1996.